# Буси (Торино)
Буси је насеље у Италији у округу Торино, региону Пијемонт.
Према процени из 2011. у насељу је живело 31 становника. Насеље се налази на надморској висини од 255 м.